# Nicolas Béronie
Nicolas Béronie (* 1742 in Tulle; † Dezember 1820) war ein französischer römisch-katholischer Geistlicher, Okzitanist und Lexikograf.

## Leben und Werk
Nicolas Béronie besuchte das Jesuitenkolleg in Tulle und wurde katholischer Priester und Gymnasiallehrer. Nach 25 Jahren Unterricht übernahm er die Pfarre Veyrac, gab sie aber als zu arbeitsaufwendig bald wieder ab und wechselte in die kleine Gemeinde Les Angles-sur-Corrèze, wo er in Ruhe seinen wissenschaftlichen Neigungen nachgehen konnte. Nach der Französischen Revolution wurde er Bibliothekar in Tulle.
Béronies Lebenswerk war die Erarbeitung eines Wörterbuchs des Okzitanischen seiner Heimat, bereichert um ein Glossar der ihm bekannten Gaskonismen, d. h. von regional begrenzten Gebrauchsweisen des Französischen. Das okzitanische Wörterbuch ist ein Differenzwörterbuch. Wörter, die vom Französischen her leicht zu verstehen sind, wie etwa porto = port (Hafen) oder fenestro = fenêtre (Fenster), ließ er aus. Sein linguistisches Wissen war beträchtlich und ähnelte dem von François-Juste-Marie Raynouard, mit dem er in Briefkontakt stand und der sich für den Druck seines Wörterbuchs einsetzte.
Bemerkenswert ist seine Wertschätzung der allgemein verachteten und als Patois verschrienen Regionalsprache, deren Reichtum und Nutzen er vierfach begründet sah: 1. für historische Forschung 2. als Ausdruck des Volkscharakters 3. für die Versprachlichung von Alltagsdingen und 4. für die Lektüre von in dieser Sprache abgefassten Akten.
Der Druck von Béronies Wörterbuchmanuskript ging auf einen Beschluss der Regierung König Ludwig des XVIII. zurück, die auch schon den Druck der Werke von Raynouard gefördert hatte. Als Béronie über den Druck der Seite 44 starb, bestellte der Präfekt von Tulle den Anwalt Joseph-Anne Vialle mit der weiteren Betreuung des Drucks. Vialle fügte zahlreiche Zusätze ein, die allesamt per Klammer kenntlich gemacht sind.

## Werke (Auswahl)
- Dictionnaire du patois du Bas-Limousin (Corrèze), et plus particulièrement des environs de Tulle. Ouvrage posthume. Hrsg. Joseph-Anne Vialle. Tulle 1824. Slatkine, Genf 1971. (16 + 354 Seiten)